# 2014 QO441
2014 QO441, também escrito como 2014 QO441, é um troiano de Netuno que tem o mesmo período orbital que Netuno em seu ponto de Lagrange L4. Ele possui uma magnitude absoluta de 8,2 e tem um diâmetro com cerca de 101 km.

## Descoberta
2014 QO441 foi descoberto no ano de 2014.

## Órbita
A órbita de 2014 QO441 tem uma excentricidade de 0,107 e possui um semieixo maior de 30,033 UA. O seu periélio leva o mesmo a uma distância de 26,822 UA em relação ao Sol e seu afélio a 33,243 UA.